# Fußball-Weltmeisterschaft der Frauen 2011/Norwegen
Dieser Artikel behandelt die Norwegische Fußballnationalmannschaft der Frauen bei der Fußball-Weltmeisterschaft der Frauen 2011 in Deutschland. Norwegen lag vor der WM auf Platz 9 der FIFA-Weltrangliste und nahm an allen bisherigen Weltmeisterschaften teil. 1995 holten die Norwegerinnen als erste europäische Mannschaft den Titel. Zudem wurde Norwegen einmal Vizeweltmeister und zweimal Vierter. Gegen Norwegen hat Deutschland die meisten Länderspiele bestritten, bei der WM hätten beide frühestens im Halbfinale aufeinandertreffen können. Für Norwegen galt die WM gleichzeitig als Qualifikation für die Olympischen Spiele 2012 in London, für die sich die zwei besten europäischen Mannschaften der WM qualifizieren.

## Qualifikation
Norwegen qualifizierte sich durch zwei Siege (1:0 und 2:0) gegen die Ukraine in den Play-offs der Gruppensieger für die WM nachdem man sich in der Gruppenphase gegen die Niederlande durchsetzen konnte. Die meisten Tore (9) für Norwegen erzielte Isabell Herlovsen, davon allein 6 beim 14:0-Sieg über Mazedonien.

### Ergebnisse der Gruppenphase
| Pl. | Team        | Sp. | S | U | N | Tore  | Pkt. |
| --- | ----------- | --- | - | - | - | ----- | ---- |
| 1   | Norwegen    | 8   | 7 | 1 | 0 | 39:02 | 22   |
| 2   | Niederlande | 8   | 5 | 2 | 1 | 30:07 | 17   |
| 3   | Belarus     | 8   | 4 | 1 | 3 | 17:14 | 13   |
| 4   | Slowakei    | 8   | 2 | 0 | 6 | 15:13 | 06   |
| 5   | Mazedonien  | 8   | 0 | 0 | 8 | 03:68 | 0    |

| 24.10.2009 | Bekkestua | Norwegen    | – | Niederlande | 03:0 (2:0) |
| 28.10.2009 | Skien     | Norwegen    | – | Slowakei    | 01:0 (0:0) |
| 27.03.2010 | Hønefoss  | Norwegen    | – | Mazedonien  | 14:0 (8:0) |
| 30.03.2010 | Hrodna    | Belarus     | – | Norwegen    | 00:5 (0:2) |
| 19.06.2010 | Zwolle    | Niederlande | – | Norwegen    | 02:2 (1:1) |
| 23.06.2010 | Skien     | Norwegen    | – | Belarus     | 03:0 (1:0) |
| 21.08.2010 | Senec     | Slowakei    | – | Norwegen    | 00:4 (0:3) |
| 25.08.2010 | Prilep    | Mazedonien  | – | Norwegen    | 00:7 (0:4) |

## Kader für die WM
Am 10. Juni wurde der Kader für die WM bekannt gegeben (Positionszuordnung gemäß FIFA-Kaderliste). Erfahrenste Spielerinnen waren Trine Rønning mit 113 und Ingvild Stensland vom Champions-League-Sieger Olympique Lyon, die aber im Finale nicht eingesetzt wurde, mit 102 Länderspielen vor der WM. Sieben Spielerinnen kamen auch schon 2007 zum Einsatz. Bis auf drei Spielerinnen waren alle in norwegischen Vereinen aktiv. Die Spielerinnen haben eine Durchschnittsgröße von 1,69 m, wobei Lisa-Marie Woods mit 1,56 m die kleinste und Ingvild Stensland mit 1,76 m die größte Spielerin ist. Woods konnte allerdings aufgrund einer Hüftverletzung nicht an der WM teilnehmen. Nachnominiert wurde Kristine Wigdahl Hegland, die am 11. Juni mit der U-19-Mannschaft Vizeeuropameister wurde.
| Nr.                         | Spieler                  | Geburtsdatum | Verein                | Länderspiele | Länderspieltore | WM-Spiele      | WM 2011 | WM 2011 | WM 2011      | WM 2011          | WM 2011     | WM 2011 |
|                             |                          |              |                       |              |                 |                | Sp.     | Tore    | Gelbe Karten | Gelb-Rote Karten | Rote Karten |         |
| --------------------------- | ------------------------ | ------------ | --------------------- | ------------ | --------------- | -------------- | ------- | ------- | ------------ | ---------------- | ----------- | ------- |
| 1                           | Ingrid Hjelmseth         | 10.04.1980   | Stabæk FK             | 048          | 0               |                | 3       | 0       | 0            | 0                | 0           |         |
| 12                          | Erika Espeseth Skarbø    | 12.06.1987   | Arna-Bjørnar          | 017          | 0               | 0 (2007)       | 1       | 0       | 0            | 0                | 0           |         |
| 21                          | Caroline Knutsen         | 21.11.1983   | Røa IL                | 04           | 0               |                | 0       | 0       | 0            | 0                | 0           |         |
| Abwehr                      |                          |              |                       |              |                 |                |         |         |              |                  |             |         |
| 2                           | Nora Holstad Berge       | 26.03.1987   | Linköpings FC         | 08           | 0               |                | 2       | 0       | 0            | 0                | 0           |         |
| 3                           | Maren Mjelde             | 06.11.1989   | Arna-Bjørnar          | 035          | 01              |                | 3       | 0       | 1            | 0                | 0           |         |
| 7                           | Trine Rønning            | 14.06.1982   | Stabæk FK             | 116          | 020             | 8 (2003, 2007) | 3       | 0       | 0            | 0                | 0           |         |
| 8                           | Runa Vikestad            | 13.08.1984   | Kolbotn IL            | 015          | 01              |                | 0       | 0       | 0            | 0                | 0           |         |
| 15                          | Hedda Strand Gardsjord   | 28.06.1982   | Røa IL                | 024          | 0               |                | 2       | 0       | 1            | 0                | 0           |         |
| 18                          | Guro Knutsen Mienna      | 10.01.1985   | Røa IL                | 032          | 03              | 2 (2007)       | 2       | 0       | 0            | 0                | 0           |         |
| 20                          | Ingrid Ryland            | 29.05.1989   | Arna-Bjørnar          | 07           | 0               |                | 0       | 0       | 0            | 0                | 0           |         |
| Mittelfeld                  |                          |              |                       |              |                 |                |         |         |              |                  |             |         |
| 4                           | Ingvild Stensland        | 03.08.1981   | Olympique Lyon        | 105          | 05              | 6 (2007)       | 3       | 0       | 0            | 0                | 0           |         |
| 5                           | Marita Skammelsrud Lund  | 29.01.1989   | Lillestrøm SK Kvinner | 022          | 0               |                | 2       | 0       | 0            | 0                | 0           |         |
| 6                           | Kristine Wigdahl Hegland | 08.08.1992   | Arna-Bjørnar          | 01           | 0               |                | 1       | 0       | 0            | 0                | 0           |         |
| 14                          | Gry Tofte Ims            | 02.03.1986   | Klepp IL              | 010          | 0               |                | 2       | 0       | 0            | 0                | 0           |         |
| 17                          | Lene Mykjåland           | 20.02.1987   | Røa IL                | 038          | 08              | 3 (2007)       | 2       | 0       | 0            | 0                | 0           |         |
| 19                          | Emilie Bosshard Haavi    | 16.06.1992   | Røa IL                | 011          | 05              |                | 3       | 1       | 0            | 0                | 0           |         |
| Angriff                     |                          |              |                       |              |                 |                |         |         |              |                  |             |         |
| 9                           | Isabell Herlovsen        | 23.06.1988   | Lillestrøm SK Kvinner | 067          | 019             | 4 (2007)       | 3       | 0       | 0            | 0                | 0           |         |
| 10                          | Cecilie Pedersen         | 14.09.1990   | Avaldsnes IL          | 024          | 08              |                | 3       | 0       | 0            | 0                | 0           |         |
| 11                          | Leni Larsen Kaurin       | 21.03.1981   | VfL Wolfsburg         | 083          | 04              | 5 (2007)       | 2       | 0       | 0            | 0                | 0           |         |
| 13                          | Madeleine Giske          | 14.09.1987   | Arna-Bjørnar          | 019          | 01              | 2 (2007)       | 2       | 0       | 0            | 0                | 0           |         |
| 16                          | Elise Thorsnes           | 14.08.1988   | Røa IL                | 043          | 06              |                | 3       | 1       | 1            | 0                | 0           |         |
| Trainerstab                 |                          |              |                       |              |                 |                |         |         |              |                  |             |         |
| Landslagstrenere            | Eli Landsem              | 22.03.1962   | Norges Fotballforbund | 15           | 1               |                | 3       | 0       | 0            | 0                | 0           |         |
| Anmerkungen: 1. 2. 3. 4. 5. |                          |              |                       |              |                 |                |         |         |              |                  |             |         |

## Vorbereitung
Zur Vorbereitung auf das Turnier waren zunächst zwei Freundschaftsspiele angesetzt. Ein drittes fand am 20. Juni in Österreich statt, wo sich das US-Team seit dem 15. Juni aufhielt.
| Datum         | Ort                      | Gegner             | Ergebnis  | Torschützen                                                          | Besonderheiten |
| ------------- | ------------------------ | ------------------ | --------- | -------------------------------------------------------------------- | --- |
| 19. Mai 2011  | Nadderud-Stadion (Bærum) | Finnland           | 5:1 (2:0) | Elise Thorsnes (3), Cecilie Pedersen (2); Anna-Kaisa Rantanen        | |
| 16. Juni 2011 | Mainz (Deutschland)      | Deutschland        | 0:3 (0:0) | –; Simone Laudehr, Alexandra Popp (2)                                | |
| 20. Juni 2011 | Leogang (Österreich)     | Vereinigte Staaten | 3:1 (0:0) | Emilie Bosshard Haavi, Lene Mykjåland, Cecilie Pedersen; Carli Lloyd | Das Spiel fand unter Ausschluss der Öffentlichkeit statt, die US-Frauen traten in Trainingskleidung an. Gemäß Meldung des Norwegischen Verbandes war es ein inoffizielles Spiel . |

## Gruppenspiele
In Gruppe D trafen die Norwegerinnen im ersten Spiel auf den WM-Neuling Äquatorialguinea, der zum ersten Mal außerhalb Afrikas ein Pflichtspiel bestritt und zum ersten Mal in einem Pflichtspiel auf eine nichtafrikanische Mannschaft traf. Die Norwegerinnen begannen furios, bereits in der zweiten Minute traf Haavi den Pfosten. Es folgten schnell weitere Möglichkeiten, die aber ebenfalls nicht zum Torerfolg führten. Nach einer Viertelstunde gestaltete der WM-Neuling das Spiel offener und kam seinerseits zu vielen guten Chancen, bei denen aber ebenfalls die Präzision fehlte. Erst kurz vor dem Halbzeitpfiff kamen die Norwegerinnen wieder zu einer Torchance. Auch zu Beginn der zweiten Halbzeit hatten die Nordeuropäerinnen ein Übergewicht und erst nach 20 Minuten kamen die Afrikanerinnen wieder ins Spiel. Als sich erste Wadenkrämpfe bei ihnen einstellten, schien es als wenn Norwegen die bessere Kondition hätte, aber es setzte sich ein offener Schlagaustausch mit Chancen auf beiden Seiten fort. Eine dieser Chancen nutzte Haavi, die jüngste Spielerin auf dem Feld zum 1:0-Siegtreffer in der 84. Minute. Danach begnügte sich Norwegen damit den knappen Vorsprung zu halten.
Im zweiten Spiel traf Norwegen auf den Südamerikameister 2010 und Vizeweltmeister Brasilien. Die Norwegerinnen hatten zunächst mehr vom Spiel, ohne sich aber zwingende Torchancen zu erspielen. In der 22. Minute gelang dann Marta nach einem regelwidrigen Einsatz gegen Berge das 1:0. Fortan wurde die Weltfußballerin bei jedem Ballkontakt vom Publikum ausgepfiffen. Die Pfiffe legten sich erst, als Marta zunächst in der 46. Minute das 2:0 vorbereitete und dann das 3:0 in der 48. Minute selber erzielte. Danach bemühten sich die Norwegerinnen zwar um den Anschlusstreffer, da für sie die Tordifferenz noch von Bedeutung sein kann, scheiterten aber immer wieder an der brasilianischen Abwehr. Gefahr für das brasilianische Tor konnten sie nur bei Ecken verbreiten, standen sich dann aber oft selber im Wege, da sie mit mehreren Spielerinnen den Fünfmeterraum besiedelten. Am Ende verwalteten die Brasilianerinnen das Ergebnis, das für sie den Einzug ins Viertelfinale bedeutete. Gegen Brasilien war es im achten Spiel die vierte Niederlage für Norwegen, bei zwei Remis – davon eins im Elfmeterschießen verloren – und zwei Siegen.
Im abschließenden Gruppenspiel gegen Australien, den Asienmeister von 2010 musste Norwegen gewinnen, um ins Viertelfinale einzuziehen, da die Australierinnen die bessere Tordifferenz besaßen. Norwegen spielte bisher viermal gegen Australien und gewann dabei dreimal, ein Spiel endete remis. Norwegen ging auch durch Elise Thorsnes in der 56. Minute mit 1:0 in Führung, aber postwendend fiel das 1:1. Danach hatten beide Mannschaften Chancen das Spiel für sich zu entscheiden. Dies gelang dann Kyah Simon in der 87. Minute, die auch schon das 1:1 erzielt hatte, nachdem drei Minuten zuvor Stensland bei einem Freistoß nur das Lattenkreuz traf.
Damit ist Norwegen zum ersten Mal bei einer WM in der Vorrunde ausgeschieden und auch nicht für die Olympischen Spiele 2012 qualifiziert, an denen aus Europa neben England nur die zwei besten europäischen Mannschaften der WM teilnehmen. Deutschland, Frankreich und Schweden konnten sich aber für das Viertelfinale qualifizieren. Auch die zwei Tore und fünf Gegentore sind ein Negativrekord für die norwegische Mannschaft – nur einmal erzielte eine europäische Mannschaft weniger Tore und eine schlechtere Tordifferenz in einer WM-Vorrunde: Dänemark 1999 mit 1:8 Toren.
| Rang | Land             | Tore | Punkte |
| ---- | ---------------- | ---- | ------ |
| 1    | Brasilien        | 7:0  | 9      |
| 2    | Australien       | 5:4  | 6      |
| 3    | Norwegen         | 2:5  | 3      |
| 4    | Äquatorialguinea | 2:7  | 0      |

| Mittwoch, 29. Juni 2011, 15:00 Uhr in Augsburg  |   |                  |           |
| Norwegen                                        | – | Äquatorialguinea | 1:0 (0:0) |
| Sonntag, 3. Juli 2011, 18:15 Uhr in Wolfsburg   |   |                  |           |
| Brasilien                                       | – | Norwegen         | 3:0 (1:0) |
| Mittwoch, 6. Juli 2011, 18:00 Uhr in Leverkusen |   |                  |           |
| Australien                                      | – | Norwegen         | 2:1 (0:0) |